# 始畢可汗
始畢可汗，姓阿史那，名咄吉、吐吉、吐蕊，启民可汗之子，在609年至619年間為東突厥可汗，在位10年。

## 生平

### 即位
609年（隋炀帝大业五年），启民可汗去世，始畢可汗继位，依俗复纳义成公主为妻。隋與突厥的關係：隋文帝為用分化手段分化都藍和突利可汗，在597到601年冊封了突利可汗為啓民可汗又派楊素在601開始協助他攻打突利可汗和達頭可汗以及征服多個部落。因此，在始畢可汗登上皇位之時，東突厥非常強盛，契丹、室韋、吐谷渾、高昌等國都是其附屬國。

### 始畢可汗與隋朝關係惡化
重臣被殺：在隋煬帝即位之初，隋煬帝和啓民可汗還可以保持良好關係，但大臣裴矩生怕東突厥強盛威脅隋朝，於是，他在614年在馬邑互市期間诱殺始畢可汗的重臣史蜀胡悉；
隋朝試圖分化東突厥: 裴矩向隋煬帝建議再次利用分化和和親手段業對付突厥，而隋煬帝接受了他的建議、把義成公主許配給始畢可汗的弟弟叱吉為南面可汗，以此分化東突厥，但並没有成功，還激怒了始畢可汗（叱吉不敢接受隋煬帝的封賜，還把隋煬帝的企圖上報給始畢可汗）；
隋朝厚待泥撅處羅可汗：而導致雙方關係惡化最終無可避免地爆發戰爭的主要原因就是隋煬帝於611年厚待西突厥泥撅處羅可汗、賜號泥撅處羅為曷薩（娑）那可汗，視他的地位與東突厥一樣，引突厥不滿。發生了以上事情之後，最後使始畢可汗在615年（大業十一年）與隋朝斷交；
攻打隋朝：615年八月，乘隋炀帝北巡，始畢可汗迅速率領騎兵南下，攻破了雁門郡39個城池（雁門郡有41個城池），而隋煬帝從義成公主那裡得知始畢可汗來襲，迅速逃入雁門城，始畢可汗派軍包圍了雁門城（今山西代县）一个多月，後來隋朝援軍來到以及義成公主謊報“北方有急”（可能指西伯利亞的遊牧民族，因突厥北方並沒有任何國家）的情況下，始畢可汗才率軍撤退，經此一役始畢可汗與隋朝斷交。

### 始畢可汗與反隋勢力
反隋勢力依附：隋煬帝因為三征朝鮮半島導致反隋勢力崛起。隋末中原群雄争战，當時竇建德、薛舉、劉武周、梁師都、李軌、王世充、高开道等各個軍閥為了統一天下，欲借突厥势力以自重，爭相尋求突厥始畢可汗支持。始毕接受其臣服，如劉武周、郭子和、梁師都等人授以可汗称号。
幫助李淵：李淵在太原起兵，為了統一天下同樣地設法爭取突厥支持，应李淵使者刘文静之请，派康鞘利率兵二千援李淵晋阳起兵。

### 李淵建唐後
自恃功高：李淵在617年建立唐朝，是為唐高祖。618年九月，派骨禄特勤出使唐朝，以援唐有功，深受礼遇。始畢可汗自恃幫助唐高祖建立唐朝有功，每次到遣使到朝的時候都會展現出無禮和驕傲的態度，而唐朝在當時只是其中一個割據政權，還没有統一天下，所以唐高祖只好容忍。
攻打唐朝以及死去：619年二月始畢可汗率军至夏州（治所在今陕西靖边县东北白城子），與軍閥梁師都合力攻打唐朝。四月，又派五百余骑帮助位於馬邑的軍閥劉武周，计划攻打太原。不久，始畢可汗就在太原死去。李渊发哀长乐门，废朝三日，遣使吊唁。
他儿子有突利可汗什钵苾、乙毗咄陆可汗欲谷设、结社率。

## 延伸阅读
[在维基数据编辑]
 《舊唐書·卷194上》，出自刘昫《舊唐書》